# Calle Cuna (Sevilla)
La calle Cuna en la ciudad española de Sevilla, es una vía de carácter peatonal y tranquila, ubicada en el barrio Alfalfa y distrito Casco Antiguo, que comienza en la plaza de Villasís y termina en la plaza del Salvador, siendo una paralela de la conocida calle Sierpes. 
Denominada en otro tiempo calle Arqueros (1248) y calle Carpinteros o Carpintería (1384), es conocida por su actual nombre desde 1558, con motivo de instalarse una institución benéfica para recoger niños abandonados por parte del cabildo de la ciudad. Entre 1903 y 1938 la calle tomó la denominación de Federico de Castro. 

## Inmuebles destacados
Dentro del caserío de la calle destaca en el inicio con Villasís, el palacio de los marqueses de la Motilla, de estilo gótico italiano y construido en 1924. En la otra esquina de la calle se levanta un edificio del arquitecto  Aníbal González, construido en 1912.
Más adelante sobresale el edificio del palacio de la condesa de Lebrija, datado entre los siglos XVIII y XIX, que cuenta con una magnífica colección de mosaicos. En la actualidad constituye una casa museo abierta al público. 

### Otros edificios
- El edificio comercial de Ciudad de Londres, de 1912, situado en la esquina con la calle Cerrajería, es obra de José Espiau y Muñoz,
- Casa del número 51, de 1909, obra del arquitecto sevillano Juan Talavera y Heredia.
- Casa del número 33, obra de Aníbal González
- Casa del número 41, obra de Aníbal González

Edificios destacados de la calle Cuna
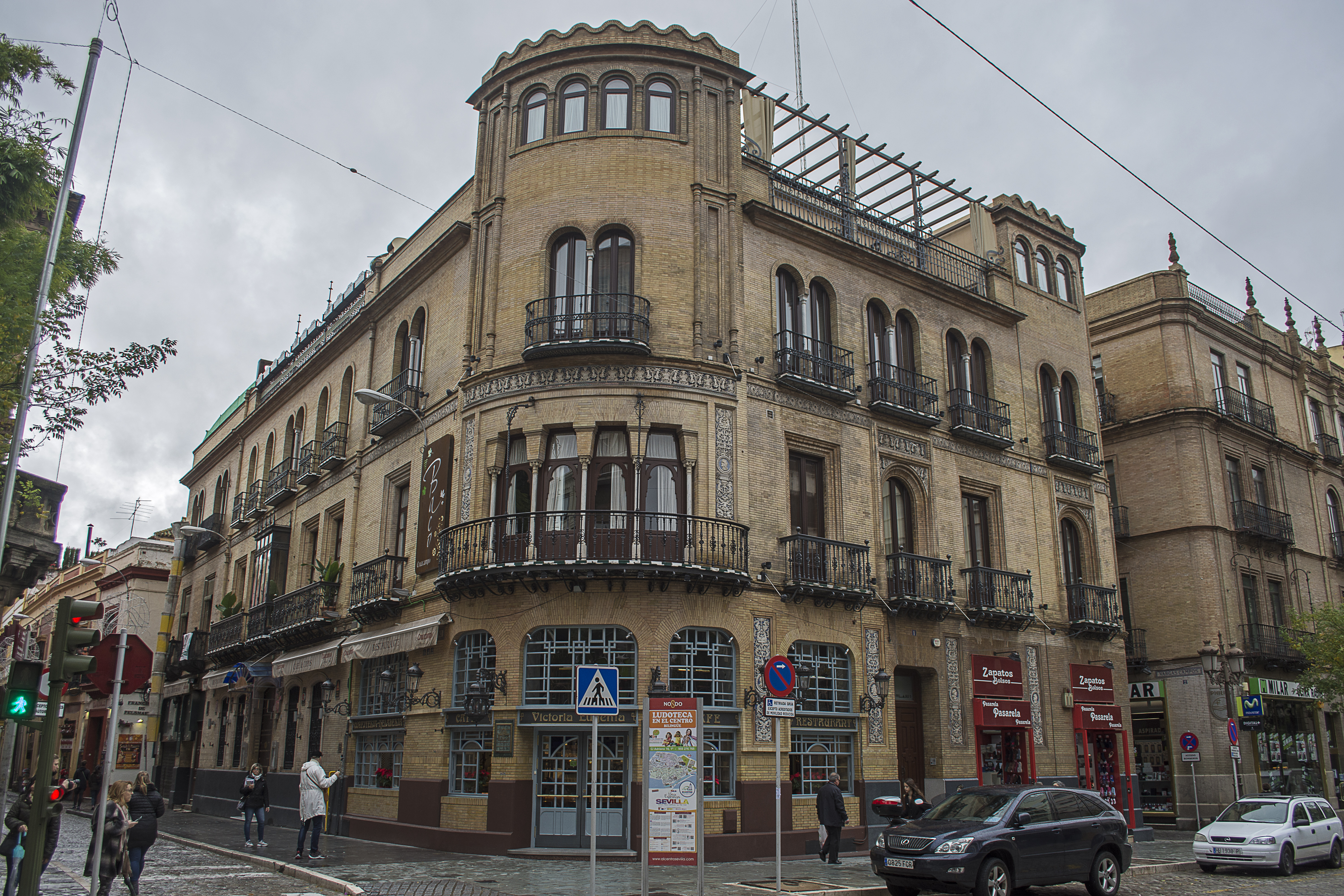
Casa esquina con villasís Arquitecto Aníbal González (1912).
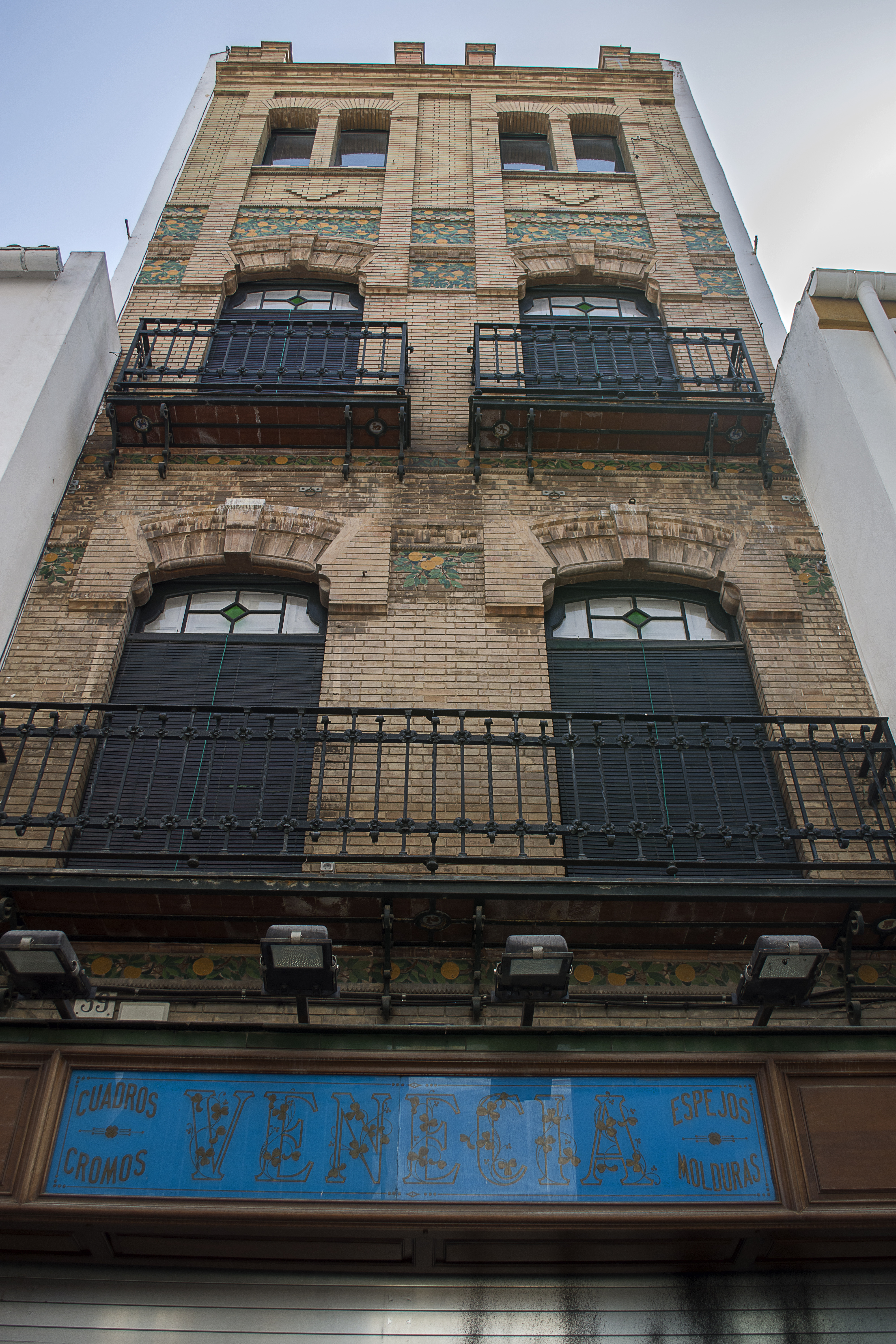
Casa núm. 51 Arquitecto Juan Talavera (1909).
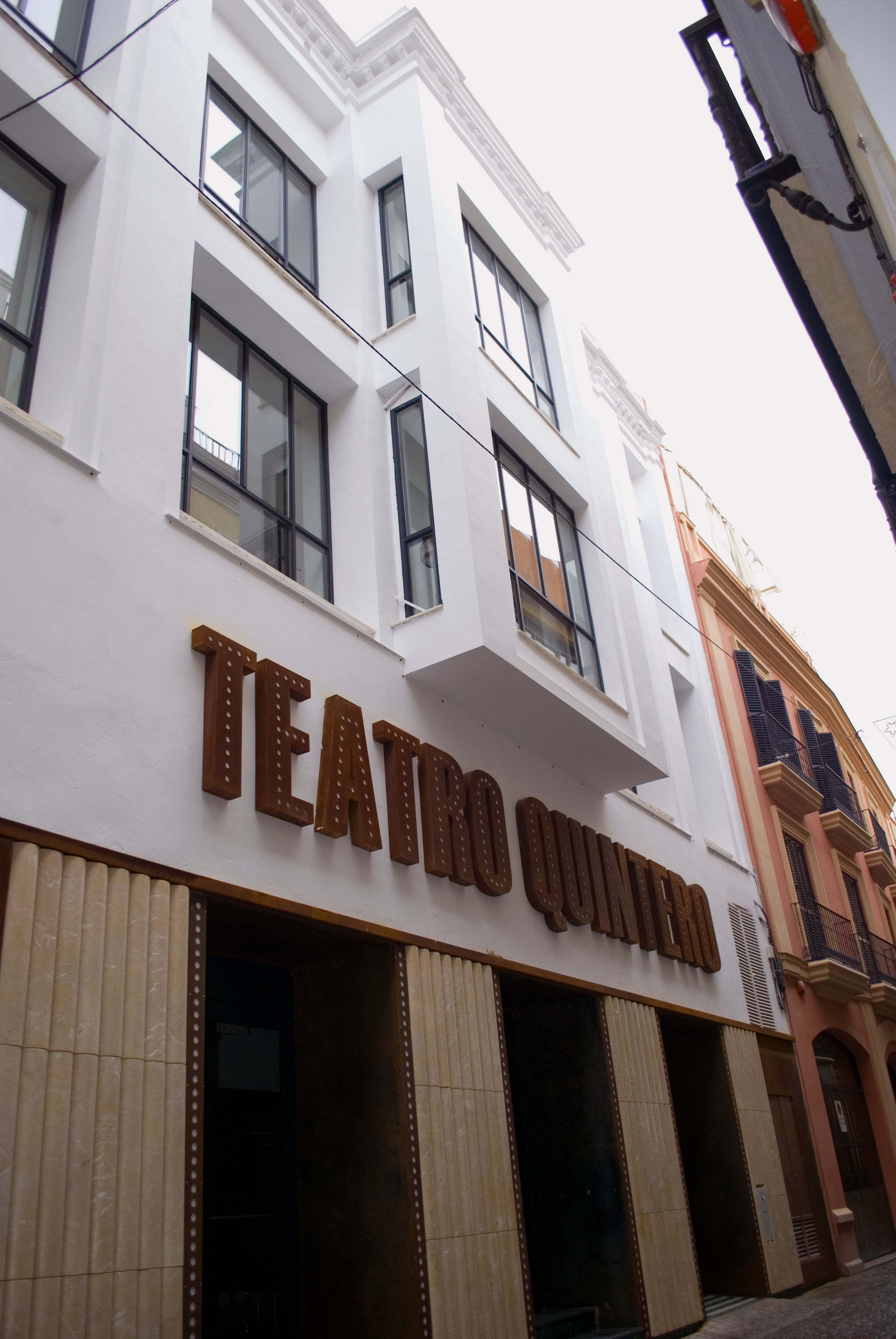
Teatro Quintero .
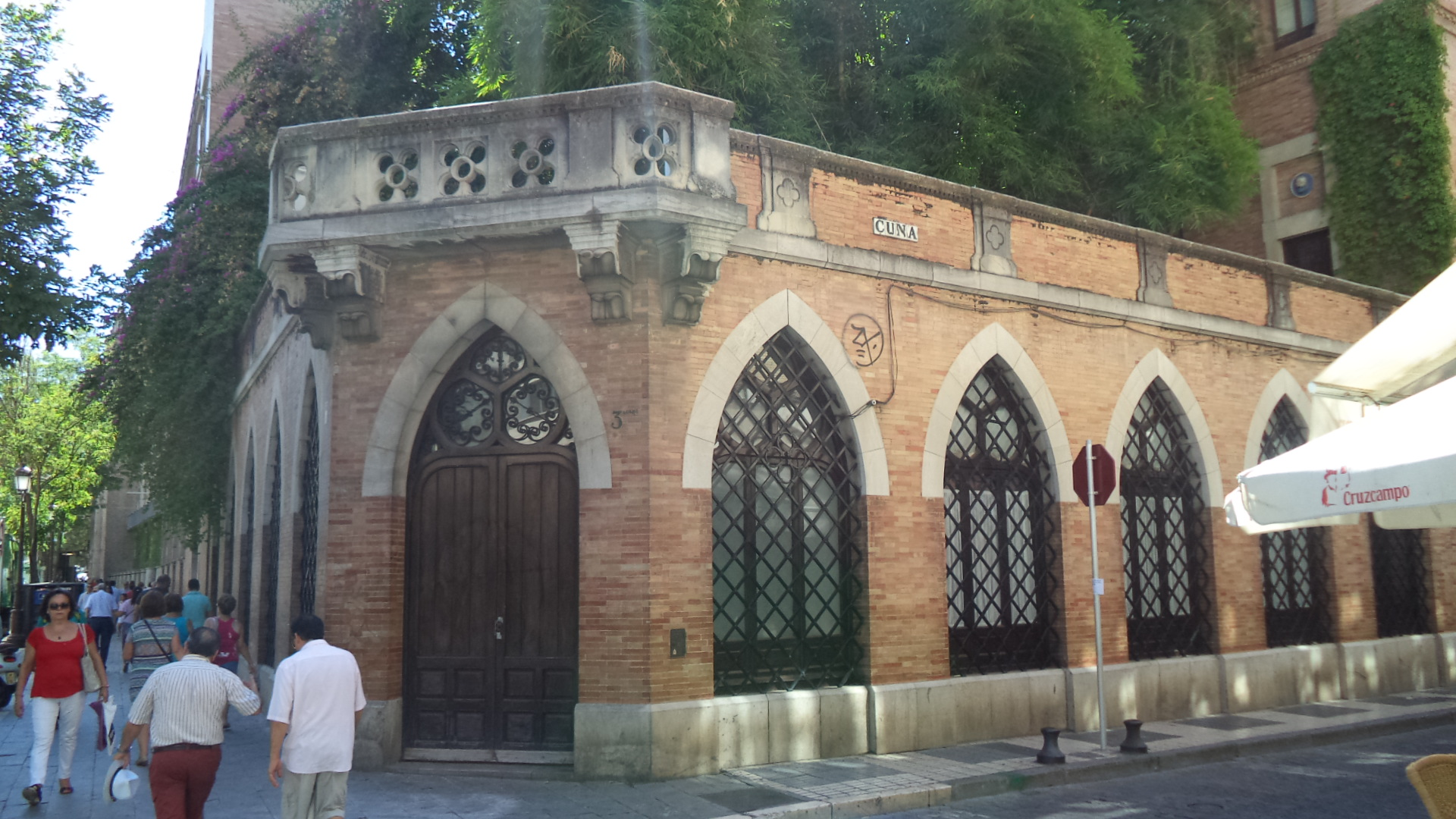
Palacio del marqués de la Motilla .